# IOS 13
iOS 13 es la decimotercera versión del sistema operativo móvil iOS desarrollado por Apple Inc., siendo el sucesor de iOS 12 y predecesor de iOS 14 (Actualmente iOS 16). Se anunció en la Worldwide Developers Conference de la compañía el 3 de junio de 2019, y se lanzó el 19 de septiembre de 2019.

## Características

### Novedades
- Un modo oscuro de todo el sistema, disponible para aplicaciones de stock e interfaces de sistema iOS.[1]
- Soporte Memoji para dispositivos sin TrueDepth camera system.
- Face ID 30% más rápido con respecto a iOS 12[2]
- Deslizar el dedo por el teclado para escribir palabras, lo que debería hacer más sencilla la escritura de frases y palabras cortas.[2]
- Siri te lee los mensajes cuando usas los AirPods[2]
- Autenticar páginas web con Apple ID (sign in with Apple).
- App de Recordatorios rediseñada.
- App de Salud rediseñada.
- Soporte para seguimiento de ciclo menstrual en la app de Salud.
- App de Fotos rediseñada.
- App de Mail rediseñada.
- Nueva app: Buscar.
- Nuevo HUD de volumen y silencio, menos intrusivo y dinámico.
- 4 Nuevos fondos de pantalla dinámicos compatibles con el modo oscuro.
- Recarga optimizada de batería (para reducir la descomposición de la misma).
- Nuevos emojis (aún no disponible).
- Mejoras en la app de mapas (aún no disponible).
- Reducción de peso de las apps y datos del 50%.
- Las apps se inician 2x más rápido.
- Optimización total del sistema.
- Nuevas opciones de edición de fotos en la app nativa de fotos.
- Nuevas opciones de edición de video en la app nativa de fotos.
- Toca con tres dedos para nuevo menú de acciones rápidas.
- Desliza a la izquierda con tres dedos para deshacer.
- Desliza a la derecha con tres dedos para rehacer.
- Pellizcar para copiar.
- Ampliar para pegar.
- Selección inteligente.
- Mover el puntero con el dedo.
- Rediseño de menús rápidos en la pantalla de inicio.
- Soporte de menús rápidos en la pantalla de inicio para el iPhone SE y XR.
- Nuevo sonido al usar 3D/Haptic Touch.
- Vibración al autenticar con Face ID.
- Soporte para mandos Xbox One S (o posteriores) y PS4 (o posteriores).
- Soporte para la Apple Card.
- Soporte para Apple Arcade.
- Soporte para Apple TV+.
- Soporte para Apple News+.
- Nuevos Memoji stickers.
- 4 nuevos Animojis para iPhone X (o posteriores).
- Nuevo HUD de herramientas de dibujo.
- Capturas de pantalla de páginas web completas.
- Soporte para memorias y discos duros externos en la app de Archivos.
- Soporte para servicios de almacenamiento en la nube de terceros en la app de Archivos.
- Nueva vista en la app de Archivos.
- Nuevo sistema de voz de Siri, el cual hace que suene más natural.
- Menu de accesibilidad reubicado.
- Menu de accesibilidad reorganizado.
- Soporte para Ratones Bluetooth como parte de Assistive Touch.
- Control por voz.
- Atajos de Siri ahora es una App nativa de iOS.
- Widgets rediseñados.
- Nuevas funciones de privacidad.
- Bloquear números desconocidos.
- Nuevo método de encriptación de datos.
- Sign in with Apple genera una dirección de correo aleatoria cada vez que se inicia sesión para evitar el rastreo y fraude.

### Otros
- Versión específica de iPad de iOS cuyo nombre se cambió a iPadOS.[1]

## Dispositivos Compatibles

### iPhone
Todo iPhone que disponga del Chip A9 o superior:
- iPhone 11 Pro Max
- iPhone 11 Pro
- iPhone 11
- iPhone SE (2.ª generación)
- IPhone Xs Max
- IPhone Xs
- IPhone XR
- IPhone X
- IPhone 8 Plus
- IPhone 8
- IPhone 7 Plus
- IPhone 7
- iPhone SE (1.ª generación)
- IPhone 6s
- IPhone 6s Plus

### iPod Touch
Todo iPod Touch que disponga del Chip A10 Fusion:
- iPod Touch (séptima generación)

## [3]Referencias
1. 1 2  Hardwick, Tim. «Apple Unveils iOS 13 Featuring Dark Mode, Swipe Keyboard, and Faster Performance». www.macrumors.com (en inglés). Consultado el 3 de junio de 2019.
2. 1 2 3  Nieto, José García (3 de junio de 2019). «iOS 13 ya es oficial: todas las novedades incluyendo el modo oscuro, el teclado deslizable y más». Xataka Móvil. Consultado el 25 de junio de 2019.
3. ↑  «Thu mua điện thoại cũ giá cao tại TPHCM». Quang Minh Mobile (en vietnamita). 4 de agosto de 2019. Consultado el 26 de enero de 2024.